# Memoria (retorica)
La memoria si colloca come quarto fattore dopo inventio, dispositio ed elocutio e prima di pronuntiatio tra le cinque parti della costruzione di un discorso oratorio, codificate da Marco Tullio Cicerone nelle Partitiones oratoriae.
Essa riguarda la tecnica da usare per memorizzare parti e concetti importanti del suo discorso ed evitare omissioni, considerate uno degli errori più frequenti e gravi che l'oratore possa commettere durante la sua esposizione.
A tal proposito Cicerone scrive: 
(De partitione oratoria, 26)
.
Se la tecnica dei loci poteva ritenersi sufficiente per i discorsi più semplici, per quelli più lunghi e complessi Cicerone consigliava di procedere non solo attraverso le immagini, ma con la costruzione di un "palazzo della memoria" che permettesse di memorizzare tutte le informazioni in esso contenute.